# لويس ألبرتو غونزاليس
لويس ألبرتو غونزاليس (بالإسبانية: Luis Alberto González)‏ هو دراج كولومبي، ولد في 19 يونيو 1965.

## وصلات خارجية
- لويس ألبرتو غونزاليس على موقع أرشيف الدراجات (الإنجليزية)
- لويس ألبرتو غونزاليس على موقع إحصائيات الدراجات الإحترافية (الإنجليزية)